# Frans de Vreng
Franciscus „Frans” de Vreng (ur. 11 kwietnia 1898 w Amsterdamie, zm. 13 marca 1974 tamże) – holenderski kolarz torowy, brązowy medalista olimpijski.

## Kariera
Największe sukcesy w karierze Frans de Vreng osiągnął w 1920 roku, kiedy zdobył dwa medale podczas igrzysk olimpijskich w Antwerpii. Wspólnie z Pietem Ikelaarem zajął trzecie miejsce w wyścigu tandemów, ulegając jedynie Brytyjczykom i reprezentantom Związku Południowej Afryki. Na tych samych igrzyskach wspólnie z kolegami z reprezentacji zajął szóste miejsce w drużynowym wyścigu na dochodzenie, a w sprincie indywidualnym odpadł we wczesnej fazie rywalizacji. Nigdy nie zdobył medalu na torowych mistrzostwach świata.